# Governor's House (Governors Island)
Governor's House (en français, Maison du Gouverneur), également connue sous le nom de Building 2, est une maison historique sur l'île de Governors Island à New York. Elle a été ajoutée au Registre national des lieux historiques en 1973.

## Histoire
La maison du gouverneur a été construite entre 1805 et 1813, pendant la guerre anglo-américaine de 1812 et était à l'origine connue sous le nom de Guard House ,. C'est la plus ancienne structure de l'île qui n'est pas une fortification mais contrairement à une fausse idée populaire, ce n'était pas le manoir du gouverneur colonial, qui a été lui construit en 1702 . Le bâtiment 2 était le quartier des commandants entre 1822 et 1843, puis a été utilisé comme poste de garde principal et poste des commandants jusqu'aux années 1920. Le bâtiment a ensuite été utilisé comme quartier des officiers en 1922. Une annexe en briques a été construite au sud en 1939.

## Description
La maison du Gouverneur est une structure en brique géorgienne à deux étages. L'empreinte est semblable à une croix grecque, et les saillies du toit à pignon, recouvertes d'asphalte, se croisent au centre de la «croix». Le portique d'entrée contient des colonnes ioniques sous un entablement, avec une porte en bois lambrissée, et est accessible par un perron en béton sur brique  . Au portique d'entrée au-dessus du deuxième étage se trouve une petite fenêtre lunette  . Les fenêtres autour de la maison sont six sur six, à double battant, avec des rebords de fenêtre en grès brun. L'annexe côté est a une porte de style néo-colonial et des seuils en pierre de fonte .